# Trybunał inkwizycji rzymskiej w Besançon
Trybunał inkwizycji rzymskiej w Besançon – sąd inkwizycyjny z siedzibą w Besançon, stolicy Franche-Comté. Działał w XVI – XVII wieku i należał do struktur inkwizycji rzymskiej. Był kierowany przez dominikanów z paryskiej prowincji zakonnej.

## Historia
Dzieje inkwizycji w Besançon i Burgundii sięgają XIII wieku. W 1247 papież Innocenty IV zlecił przeorowi konwentu dominikańskiego w Besançon dobór kilku zakonników na inkwizytorów w rejonie Burgundii i Lotaryngii, w celu zwalczania obecnej tam sekty waldensów. Inicjatywa ta jednak zakończyła się fiaskiem, gdyż pełniący funkcję regenta hrabstwa Burgundii Jan, hrabia Chalon, wbrew obietnicom nie udzielił wsparcia finansowego nowemu trybunałowi. W rezultacie w 1255 dominikanie z Besançon poprosili o zwolnienie z tego zadania, a papież Aleksander IV przystał na ich prośbę.
Ponowne zorganizowanie trybunału inkwizycji w tych rejonach nastąpiło w 1290, gdy papież Mikołaj IV utworzył nową prowincję inkwizytorską składającą się z archidiecezji Besançon oraz diecezji Metz, Verdun, Toul, Sion, Lozanny i Genewy. Inkwizytorów w tej prowincji, w liczbie nie więcej niż trzech, miał mianować przeor francuskiej (paryskiej) prowincji dominikanów, mimo że obszary te należały do Cesarstwa, a nie do Królestwa Francji.
Śladów działalności inkwizycji w Burgundii i Lotaryngii w XIII i XIV wieku jest bardzo niewiele. Nie wiadomo nawet, ilu inkwizytorów faktycznie działało na tym obszarze, ani gdzie były ich główne siedziby. Z zeznań waldensów przesłuchiwanych w 1320 przez inkwizytora Tuluzy Bernarda Gui wynika, że także w Burgundii członkowie tej wspólnoty byli prześladowani, jednak na ich podstawie trudno cokolwiek powiedzieć o skali i przebiegu tych represji.
W 1424 inkwizytorem całej prowincji został dominikanin Ulric de Torrenté z konwentu w Lozannie. Był on jednym ze współautorów pierwszego wielkiego polowania na czarownice w historii, które miało miejsce na obszarze diecezji siońskiej (południowo-zachodnia Szwajcaria) między 1427 a 1436 i pochłonęło kilkaset ofiar. Nie ma jednak śladów bytności tego inkwizytora w archidiecezji Besançon.
Około połowy XV wieku, prawdopodobnie po śmierci Ulrica de Torrenté (zm. 1445), doszło do definitywnego podziału burgundzko-lotaryńskiej prowincji na trzy pomniejsze okręgi inkwizytorskie: Lotaryngię (obejmująca diecezje Metz, Toul i Verdun), archidiecezję Besançon oraz okręg frankoszwajcarski, obejmujący diecezje Lozanny, Sionu i Genewy. Pierwszym znanym inkwizytorem wyznaczonym specjalnie dla archidiecezji Besançon był Pierre de Cerney, udokumentowany na urzędzie w 1457.
W latach 20. XVI wieku we Franche-Comté doszło do pierwszych procesów przeciwko zwolennikom reformacji, w których brali udział także inkwizytorzy. Jednak już w 1534 parlament Franche-Comté przejął od sądów kościelnych jurysdykcję w sprawach o herezję. Pięć lat później parlament zastrzegł, że wszelkie akcje przeciwko konkretnym osobom inkwizytor powinien podejmować pod nadzorem świeckich urzędników oraz arcybiskupa lub jego przedstawiciela. Pomimo że przeorowie dominikańskiego konwentu w Besançon nadal, z powołaniem na bullę Innocentego IV z 1247, uważali się ex officio za papieskich inkwizytorów, w praktyce zostali podporządkowani arcybiskupowi Besançon, a ich kompetencje ograniczone zostały do spraw heretyckiej magii, natomiast wyłączeni zostali całkowicie z procesów przeciwko protestantom.
W 1568 papież Pius V wydał dwie bulle tworzące stały trybunał inkwizycyjny z Besançon, podporządkowany Kongregacji Świętego Oficjum w Rzymie. W pierwszej z nich mianował dominikanina Jeana Montota na inkwizytora generalnego oraz Simona Digny na jego asystenta. W drugiej nadał nowemu trybunałowi część dochodów archidiecezji. Inkwizytor Montot objął urząd w 1569 za zgodą parlamentu. Jednakże bulle Piusa V zrealizowano tylko częściowo. Utrzymano bowiem w mocy ograniczenia nałożone na inkwizytorów w latach 1534–1539. Mimo to, urząd inkwizytora generalnego Besançon cieszył się dużym prestiżem w zakonie dominikańskim. W wewnątrzzakonnej klasyfikacji trybunałów inkwizycyjnych zakonu dominikańskiego trybunał ten zaliczany był do pierwszej (najwyższej) klasy.
Jeden z miejscowych inkwizytorów, dominikanin Pierre Symard, odegrał dużą rolę w polowaniach na czarownice we Franche-Comté w latach 1657–1659. Działania te spotkały się jednak z dezaprobatą Kongregacji Świętego Oficjum, która odwołała go ze stanowiska.
Trybunał inkwizycji w Besançon został zniesiony po zajęciu miasta przez Francję w 1674. Ostatniemu inkwizytorowi Louisowi Buhon pozwolono jednak na dożywotnie zachowanie tytułu inkwizytora i związanych z tym urzędem beneficjów.

## Inkwizytorzy generalni Besançon (1568–1674)
- Jean Montot OP (1568–1600)[15]
- Dominique Dambert OP (1603–1623)[16]
- Jean Desloix OP (1623–1649)[16]
- Pierre Symard OP (1649–1663)[16]
- Dominique Vernerey OP (1663–1668)[16]
- Guillaume Cournaux OP (1668–1672)[16]
- Louis Buhon OP (1672–1674, zm. 1713)[16]